# George Bibb Crittenden
Pour les articles homonymes, voir Crittenden.
George Bibb Crittenden (20 mars 1812 – 27 novembre 1880) est un officier de carrière de l'armée de terre américaine qui a servi durant la guerre de Black Hawk, dans l'armée de la république du Texas, pendant la guerre américano-mexicaine, et qui a été général dans l'armée confédérée des États confédérés d'Amérique durant la guerre de Sécession.

## Guerre de Sécession
Il commandant, à titre temporaire, le département du trans-Allegheny du  31 mai au 22 juin 1864 avant d'en prendre le commandement à titre permanent à compter du 17 septembre 1864. Dix jours plus tard à l'issue d'une réorganisation il prend le commandement du département de l'est du Tennessee et de l'ouest de la Virginie jusqu'au 25 février 1865.

## Carrière post-militaire
Après la guerre, il sert en tant que bibliothécaire d'État du Kentucky de 1867 à 1871. Il meurt à Danville (Kentucky), et est enterré dans le cimetière d'État de Frankfort, Kentucky.